# Sânpaul, Harghita
Sânpaul (în maghiară Homoródszentpál) este un sat în comuna Mărtiniș din județul Harghita, Transilvania, România.

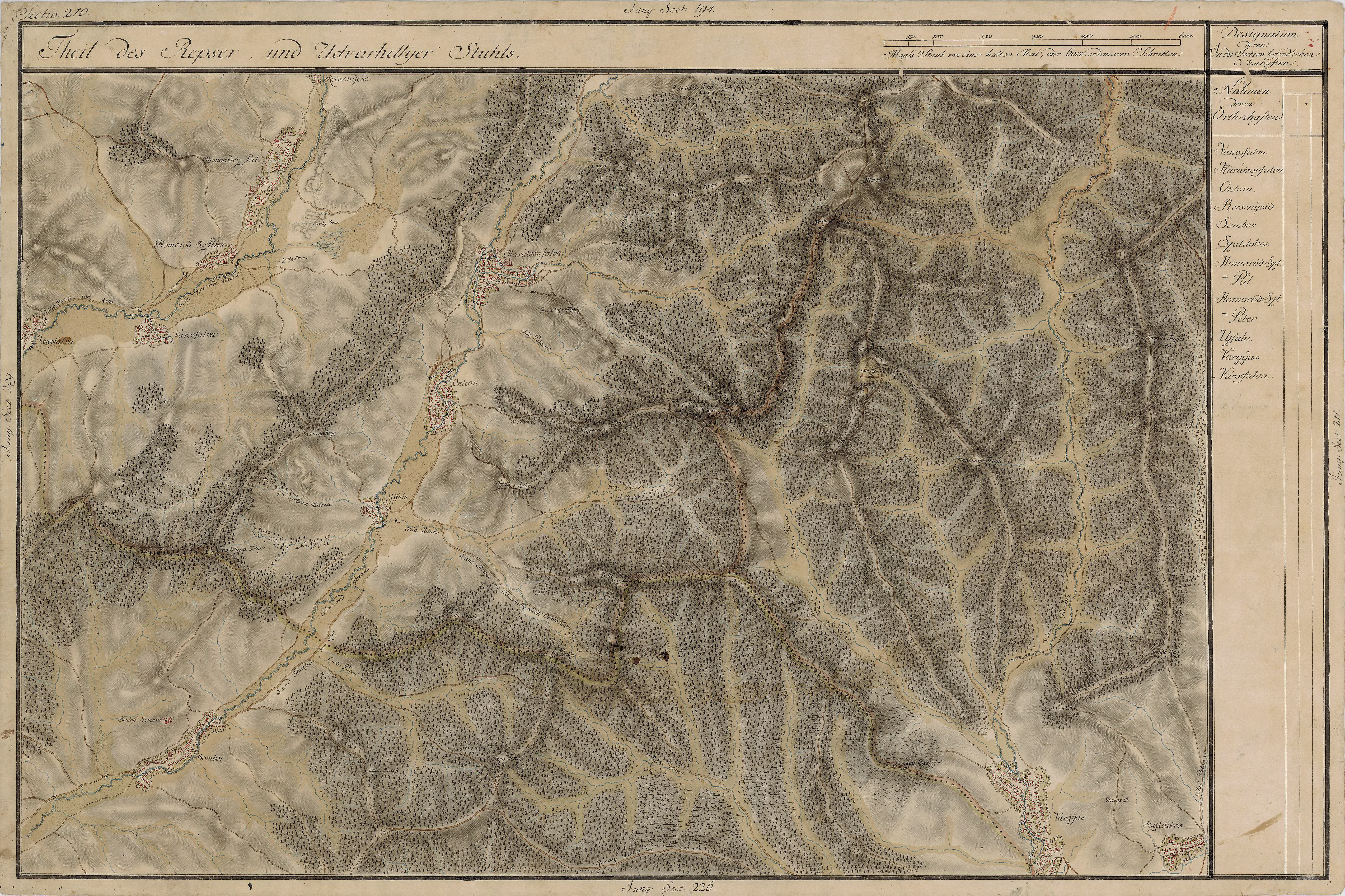
Sânpaul pe Harta Iosefină a Transilvaniei, 1769-1773

## Istoric
Exploatări de sare cunoscute din antichitate sunt și cele de la Sânpaul.
Volker Wollmann în monografia sa asupra mineritului subliniază prezența în imediata apropiere a zăcămintelor de sare a unei fortificații romane. Zăcămintele de sare de la Mărtiniș și Sânpaul, județul Harghita, au în apropiere castrul roman de la Sânpaul (Harghita).
În epoca romană modul de exploatare a sării a avut un caracter sezonier (din primăvară, până înspre toamnă), implicând însă asigurarea nevoilor generale ale statului pe durata unui întreg an calendaristic. Prin sarea sa, Dacia era cel puțin tot atât de importantă imperiului roman, cât pentru resursele ei de aur.
Un altar votiv datând din sec. II-III e.n. a fost descoperit în toamna anului 1927 la circa 1,5 km depărtare de Sânpaul spre Ocland, “în locul unde romanii exploatau sarea”. Pe altar este gravată următoarea inscripție: 
Soli Inv-/cto pro / salute[m]/ C(ai) Iuli Valen-/tini c(onductoris) salinar(um/ Iulius Omucio)/ libertus actor / posuit 
[Soarelui neînvins, pentru sănătatea lui Caius Iulius Valentinus conductor al salinelor, Iulius Omucio libertul său a pus (prinosul)]. 
La Sânpaul se află un castru roman, iar la ieșirea din Sânpaul spre Ocland, adică aproape de locul unde a fost descoperit altarul, lângă unul dintre izvoare, se observă la suprafață urmele unor construcții și amenajări de lemn.

## Date geologice și economice
Sânpaul a fost un sat renumit pentru sărăturile din vecinătatea lui, unde se exploata sarea la suprafață, încă din timpul romanilor. Azi, prezența sării este semnalată de fântânile sărate și de vegetația halofită, adaptată la mediul salin. Romanii au extras sarea de aici, lăsând urme de necontestat. Sarea a fost exploatată și în Evul Mediu. În 1614, pe vremea principelui Transilvaniei Gabriel Bethlen, extragerea sării era în plină dezvoltare, fapt atestat de un document emis de către acesta. Una din cele mai mari fântâni cu apă sărată se afla la marginea zăcământului și avea o adâncime de 5-6 m. Puțul a fost săpat direct în zăcământul de sare, apa având o concentrație de sare de 193,862 gr/l. Populația primea de două ori pe săptămână (miercurea și sâmbăta) apă sărată pentru uz casnic și pentru animale.
Localnicii folosesc și astăzi pentru uz casnic saramura concentrată extrasă din câteva fântâni de slatină.